# René Doche-Delisle
Pour les articles homonymes, voir Doche et Delisle.
René Doche-Delisle (21 septembre 1760 à Saint-Claud (Charentes)- 14 octobre 1834 à Lichères) est un ancien député de la Charente au Conseil des Cinq-Cents.

## Biographie
Il était commissaire du pouvoir exécutif près l'administration du canton de Mansle, lorsqu'il fut élu, le 24 germinal an VI, député de la Charente au Conseil des Cinq-Cents, par 202 voix sur 245 votants. Il demanda (26 pluviôse an VII) le renvoi à la commission de différents projets présentés pour combler le déficit ; blâma (9 messidor) toute discussion sur les prêtres « ennemis irréconciliables de la République » ; proposa « de conserver au Directoire la faculté de déporter tout prêtre perturbateur, s'il n'est pas marié ou s'il n'a pas renoncé à sa profession » ; attaqua l'emprunt forcé (26 messidor) (le projet fut ajourné). Le 1er thermidor, il fut nommé secrétaire du Conseil, le jour même où le projet d'emprunt forcé de 100 millions, qu'il avait combattu, était adopté. Hostile au coup d'État du 18 brumaire, il fut exclu, le lendemain, de la représentation nationale, et arrêté le 23 du même mois ; peu après, il fut remis en liberté et nommé directeur des contributions du département de la Charente.
La supériorité de la Constitution de l'an VIII sur celle de l'an III, qu'il publia en l'an IX, montra qu'il s'était pleinement rallié à la fortune du Premier Consul.

## Travaux législatifs
- Opinion de Doche-Delisle (de la Charente), contre le projet d'impôt sur le sel : séance du 16 pluviôse an 7 1799
- Opinion de Doche-Delisle (de la Charente) sur l'organisation du notariat : séance du 22 germinal an 7 1799
- Amendement proposé par Doche-Delisle, de la Charente sur l'article IX de l'organisation du notariat : séance du 24 germinal an 7 1799
- Opinion de Doche-Delisle de la Charente sur le projet d'organisation des tribunaux de commerce : séance du 14 prairial an 7 1799
- La supériorité de la constitution de l'an VIII sur celle de l'an III, ou La constitution de l'an VIII comparée avec celle de l'an III. Par le citoyen Doche-Delisle, directeur des Contributions du département de la Charente 1800

## Mandats
- 13/04/1798 - 26/12/1799 : Charente - Gauche